# Cassinijev oval
Cassinijev oval ili Cassinijeva krivulja je ravninska algebarska krivulja četvrtoga reda definirana kao podskup ravnine točaka za koje je umnožak udaljenosti od dviju čvrstih točaka (žarišta) konstantan (a²). U Kartezijevu koordinatnom sustavu prikazana je jednadžbom  {\displaystyle (x^{2}+y^{2})^{2}-2a^{2}(x^{2}-y^{2})+a^{4}=b^{4}} gdje je  {\displaystyle e} linearni ekscentricitet, tj. polovica udaljenosti između žarišta. U posebnom slučaju  {\displaystyle a=e}, krivulja je lemniskata. Nazvana je po Giovannu Domenicu Cassiniju.